# Nina Waidacher
Nina Waidacher, född den 23 augusti 1992 i Arosa i Schweiz, är en schweizisk ishockeyspelare.
Hon tog OS-brons i damernas ishockeyturnering i samband med de olympiska ishockeytävlingarna 2014 i Sotji.